# Jacqueline Harpman

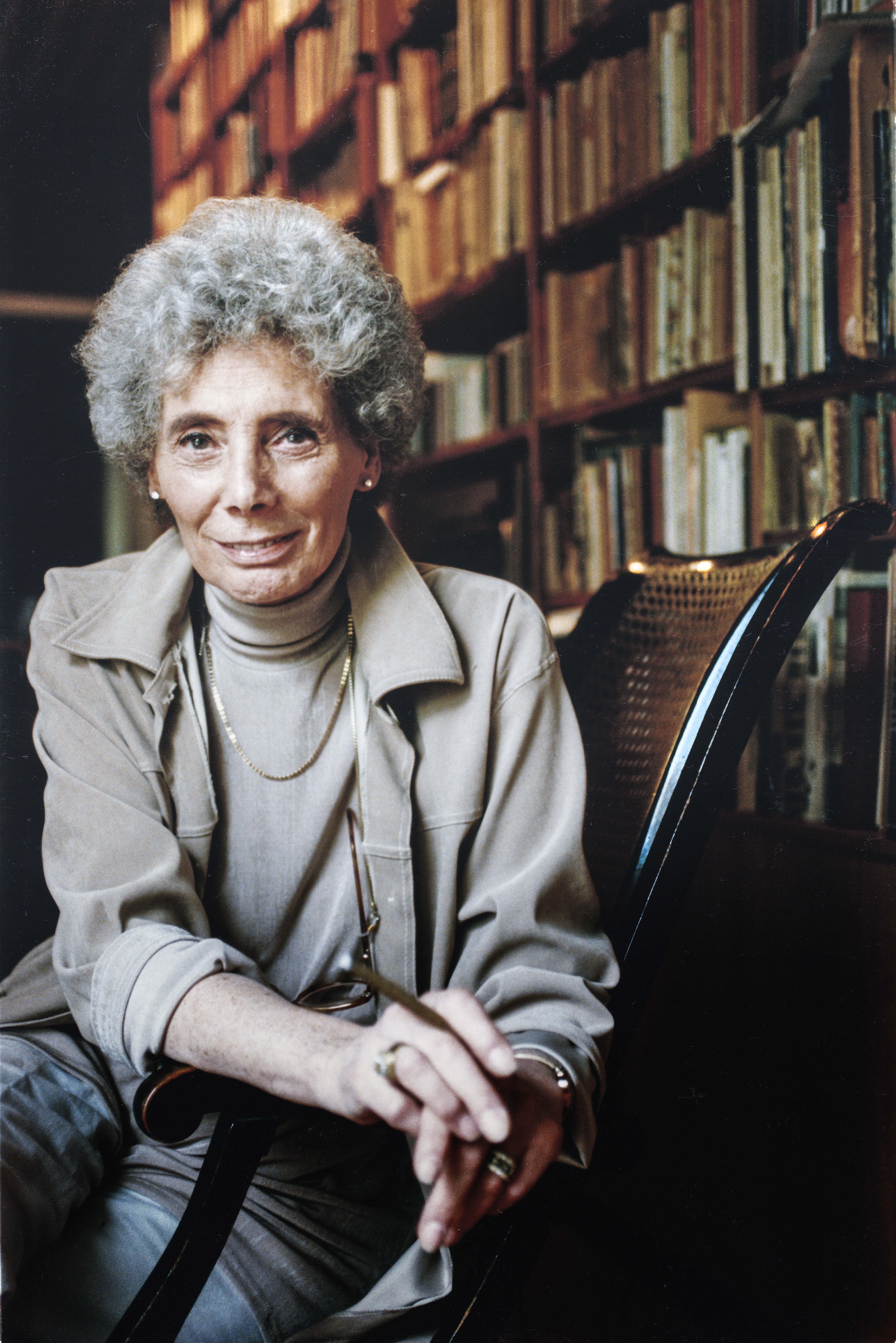
Jacqueline Harpman (ca. 1995)

Jacqueline Harpman (* 5. Juli 1929 in Etterbeek; † 24. Mai 2012) war eine belgische Schriftstellerin französischer Sprache und Psychoanalytikerin.

## Leben
Harpman ist die Tochter von Andries Harpman, einem jüdisch-holländischen Geschäftsmann, und Jeanne Honorez. Im Jahr 1940 floh die Familie vor den Nazis nach Casablanca. Harpman besuchte dort die Sekundarschule Collège Mers Sultan, weil sie als Jüdin nicht auf die Lycée français gehen durfte. Nach Kriegsende kehrte die Familie nach Brüssel zurück, wo Harpman das Gymnasium beendete und ein Medizinstudium an der Université Libre de Bruxelles begann. Aufgrund einer Tuberkulose-Erkrankung musste sie das Studium im Jahr 1950 unterbrechen. 21 Monate verbrachte sie im Sanatorium von Eupen. Im Jahr 1953 heiratete sie den flämischen Filmemacher Émile Degelin. 
Im Jahr 1958 beendete sie ihren ersten Roman L'apparition des esprits, der zwei Jahre später veröffentlicht wurde. Im gleichen Jahr lernte sie den Verleger René Julliard kennen, der auch ihren ersten Text, L'amour et l'acacia verlegte. Im Jahr 1959 erhielt sie für Brève Arcadie den Prix Rossel. Daraufhin widmete sie sich ganz dem Schreiben.
Im Jahr 1963 heiratete sie Pierre Puttemans, einen Architekten und Dichter, und bekam mit ihm zwei Töchter, Marianne und Toinon.
Nach dem Tod von Julliards im Jahr 1962 wurde der Verlag im Jahr 1965 vom Buchverlag Presses de la Cité übernommen. Enttäuscht vom Misserfolg ihres Romans Les bons sauvages hörte sie einstweilig mit dem literarischen Schreiben auf und schloss ein Psychologie-Studium an der Université Libre de Bruxelles ab. Sie arbeitete mehrere Jahre lang als Psychotherapeutin an der Klinik Fond'Roy, ließ sich nieder und interessierte sich für Psychodrama und Psychoanalyse. Im Jahr 1976 trat sie der belgischen psychoanalytischen Gesellschaft (Société belge de psychanalyse, SBP) bei, machte eine Lehranalyse und verfasste Artikel für die Zeitschrift Revue belge de psychanalyse.
Im Jahr 1989 lernte die Autorin und Lektorin Blandine de Caunes vom Verlag Stock kennen. Sie veröffentlichte bei dem Verlag in Folge mehrere Romane, die einige Preise gewannen und auch in andere Sprachen übersetzt werden. 1995 veröffentlichte sie den Science-Fiction Roman Moi qui n'ai pas connu les hommes (dt.: Die Frau, die die Männer nicht kannte). Sie wechselte nach dieser Publikation zum Verlag Éditions Bernard Grasset.
Bis zu ihrem Tod am 24. Mai 2012 arbeitete Harpman als Schriftstellerin und Psychoanalytikerin.

## Auszeichnungen
- 1959 Prix Rossel für "Brève Arcadie"
- 1992 Prix Point de Mire für "La plage d'Ostende"
- 1996 Prix Médicis für "Orlanda"
- 2003 Prix triennal du roman de la Communauté française de Belgique für "La Dormition des amants"
- 2006 Grand Prix de Littérature de la Société des Gens de Lettres für ihr Lebenswerk

## Veröffentlichungen
- L'amour et l'acacia (Erzählungen) – 1958
- Brève Arcadie – 1959 (Prix Rossel); dt. Abschied von Arkadien, übers. von Helga Treichl, Hamburg 1961
- L'apparition des esprits – 1960
- Les bons sauvages – 1966
- La mémoire trouble – 1987
- La fille démantelée – 1990
- La plage d'Ostende – 1991
- La lucarne – 1992
- Le bonheur dans le crime – 1993
- Moi qui n'ai pas connu les hommes – 1995; dt. Die Frau, die die Männer nicht kannte, übers. von Brigitte Große, Hamburg 1998
- Orlanda – 1996 (Prix Médicis); dt. Orlanda, übers. von Brigitte Große, Hamburg 2000
- L'orage rompu – 1998
- Dieu et moi – 1999
- Récit de la dernière année – 2000
- Le véritable amour – 2000
- La vieille dame et moi – 2001
- En quarantaine – 2001
- Ève et autres nouvelles – 2001
- La dormition des amants – 2002 (Prix triennal du roman de la Communauté française de Belgique); dt. Der letzte Schlaf der Liebenden, übers. von Ingeborg Schmutte, Berlin 2003
- Le temps est un rêve – 2002
- Le placard à balais – 2003
- L'apparition des esprits suivi de Le véritable amour – 2003
- Jusqu'au dernier jour de mes jours – 2004
- Le passage des éphémères – 2004
- La forêt d'Ardenne – 2004
- Souvenirs d'Ostende – 2004
- Eve et autres nouvelles – 2005
- En toute impunité – 2005
- Je me souviens de Bruxelles – 2006 (zusammen mit anderen)
- Du côté d'Ostende – 2006
- Mes Oedipe – 2006
- Ce que Dominique n'a pas su – 2007
- Écriture et Psychanalyse – 2011